# Generalkapitel des Zisterzienserordens
Das Generalkapitel (lateinisch capitulum abbatum) ist eine Versammlung der Äbte – und heute auch Äbtissinnen – aller Zisterzen. Der Ausdruck ist inzwischen in vielen Orden bekannt, hat seinen Ursprung aber im 12. Jahrhundert im Verfassungstext der Zisterzienser, der Carta Caritatis. Das Mönchskapitel gibt es freilich bereits seit der Benediktsregel, die im 6. Jahrhundert entstand.
Ursprünglich fand es in Cîteaux statt, dem ersten Kloster der Zisterzienser. Das Generalkapitel ist das oberste Gremium des Ordens im Bereich der Rechtsprechung und der brüderlichen Unterstützung. Es gewährleistet, dass sämtliche bereits gefassten Beschlüsse sowie die Richtlinien der Charta Caritatis eingehalten werden. So fungierte es als horizontales Bindeglied (im Gegensatz zur vertikalen Bindung zwischen den Zisterzen durch das Filiations- und Visitationsprinzip) und avancierte anhand der raschen Verbreitung des Ordens vor allem im Gründungszeitraum schnell zu einem zentralen und identitätsstiftenden Gremium. Alle Äbte waren zur Teilnahme verpflichtet, auch wenn ihre Klöster weit entlegen waren, etwa in Schottland oder Rumänien.
Das Kapitel regelte disziplinäre Fragen, trug aber auch dafür Sorge, dass in Not geratene Zisterzen die Unterstützung des Ordens erhielten. Nach anfangs jährlichen Kapiteln wurde der Abstand zwischen den Versammlungen immer größer. Wegen des von der Französischen Revolution ausgelösten Niedergangs des Ordens fand zwischen 1786 und 1869 kein Generalkapitel statt.
Zu unterscheiden sind heute die Generalkapitel der Zisterzienser und die der 1892 von diesen abgespaltenen Trappisten. Das Generalkapitel der Zisterzienser tagt meist in Rom, allerdings ist der Tagungsort beliebig.

## Generalkapitel seit der Französischen Revolution

### (1869/1870) im römischen KlosterSan Bernardo alle Terme
Dieses Generalkapitel – es tagte vom 6. bis zum 16. April 1896 in Rom – steht in Klammern, weil nur Äbte aus drei Kongregationen (Österreich-Ungarn, Belgien, Italien) daran teilnahmen, insgesamt waren es 17 Personen mit 20 Stimmen. In den Einladungen wurde es zwar Generalkapitel genannt, hatte jedoch nicht Beschlussfähigkeit für den Gesamtorden.
Generalprokurator Teobaldi Cesari hatte bereits 1864 versucht, ein Generalkapitel aller Zisterzienser-Observanzen einzuberufen, scheiterte jedoch an den Äbten der Strengen Observanz, die abschlägig antworteten.

### 1880 im WienerHeiligenkreuzerhof
Das Generalkapitel wurde nötig, weil durch ein Dekret des Hl. Stuhles vom 5. März 1879 die Ablösung des Amtes des Generalabtes des Ordens vom Generalpräses der Italienischen Kongregation beschlossen worden war; zudem starb 55 Tage nach der Veröffentlichung des Dekrets der bisherige Generalabt Teobaldo Cesari. Der Generalprokurator Smeulders übernahm die Planung des Generalkapitels, wobei es zu Schwierigkeiten, nämlich in der Ortsfrage, kam. Nachdem man sich nicht zwischen Wien und Rom entscheiden konnte, wurde die vertrackte Situation durch Abt Smeulders an den Präfekten der Ordenskongregation, Innocenzo Kardinal Ferrieri, herangetragen. Nachdem zunächst Abt Gregorio Bartolini als Übergangspräsident ernannt und das Generalkapitel vertagt worden war, bestimmte der Hl. Stuhl per Dekret vom 3. Oktober 1879 Wien als Tagungsort. Im Dekret waren auch die Einzuladenden festgelegt; die Klöster der Strengen Observanz zählten nicht dazu. Mit einem Schreiben vom 22. Oktober 1879 berief Abt Smeulders das Kapitel ein. Es wurde am 29. April eröffnet.
15 Obere und der Generalprokurator nahmen teil, 12 waren entschuldigt und schickten ihre Stimme per Post, davon wurden 5 Stimmen der Kongregation von Sénanque nicht zugelassen, mit der Begründung, dass diese Mönche nur einfache Gelübde hätten. Es gab also 23 Stimmberechtigte, 16 davon waren anwesend. Das Kapitel tagte in 2 Sitzungen und wurde am 30. April geschlossen. Abt Bartolini erhielt die absolute Mehrheit (13 Stimmen) für das Amt des Generalabtes, Smeulders wurde in seinem Amt als Generalprokurator bestätigt. Am 4. Juni 1880 bestätigte Papst Leo XIII. die Wahlen.

### 1891 im Wiener Heiligenkreuzerhof
Das Generalkapitel des Jahres 1891 tagte am 17. Juni 1891 im Heiligenkreuzerhof in Wien. Es war einberufen geworden, da durch den plötzlichern Tod des bisherigen Generalabtes Gregorio Bartolini die Neuwahl eines Generalabtes notwendig geworden war. Stimmberechtigt waren insgesamt 21 Äbte und regierende Prioren der allgemeinen Observanz. Vertreter der strengen (Trappisten) und der mittleren Observanz (Senanque) waren nicht eingeladen worden. Zur österreichisch-ungarischen Kongregation (mit Mehrerau) gehörten 13 stimmberechtigte Teilnehmer, zur italienischen Kongregation vier und zur belgischen Kongregation zwei Teilnehmer. Dazu kamen der Abt von Marienstatt (Dominikus Willi) und der Generalprokurator Henricus Smeulders.
Da alle wichtigen Fragen, u. a. die Befreiung von der Residenz in Rom, schon im Vorfeld geklärt worden waren, dauerte das Generalkapitel inklusive der Messe nur fünf Stunden. Es begann um 8 Uhr morgens mit einer heiligen Messe, danach erklärte der Generalprokurator das Kapitel als eröffnet und erteilte den Anwesenden den Segen des Heiligen Vaters. Anschließend wurden die Äbte von Lilienfeld (Alberich Heidmann) und von Vallis Dei (Andreas Beeris Bornhem) als Scrutatoren ernannt: Der Hohenfurther Abt Leopold Wackarž wurde zum Generalabt gewählt, bat aufgrund seines hohen Alters – er war bereits 81 – jedoch, das Amt einem jüngeren Kandidaten zu übertragen. Die Bitte wurde jedoch abgelehnt und Wackarž wurde Generalabt. Des Weiteren wurden die Äbte von Rein (Candidus Zapfl), Heiligenkreuz (Heinrich Grünbeck), Lilienfeld (Alberich Heidmann) und Ossegg (Meinrad Siegl) zu Assistenten des Generalabtes gewählt. Die Vertreter der österreichisch-ungarischen Ordensprovinz wählten Abt Candidus Zapfl von Rein zum Generalvikar. Außerdem wurde der Generalprokurator Henricus Smeulders einstimmig wiedergewählt.
Auf Antrag des Generalprokurators wurde außerdem beschlossen, dass die allgemeine Observanz des Zisterzienserordens künftig aus der italienischen Kongregation und drei Vikariaten – dem belgischen, dem schweizerisch-deutschen und dem österreichisch-ungarischen – bestehen solle. Da die vatikanische Ordenskongregation die Beschlüsse mit Datum 20. Juli 1891 bestätigte, war damit indirekt die Existenz einer schweizerisch-deutschen Kongregation offiziell anerkannt und bestätigt (später Mehrerauer Kongregation genannt).

### 1897Kloster Hohenfurth
Das Generalkapitel 1897 tagte vom 24. bis 25. Juni 1897 im Zisterzienserkloster Hohenfurt, unmittelbar im Abschluss an das Provinzkapitel (22./23. Juni) der österreichisch-ungarischen Zisterzienserkongregation. Anwesend waren 18 Kapitelväter, zwei Notare und zwei Sekretäre. Den Vorsitz führte Generalabt Leopold Wackarž von Hohenfurt, dessen Amtszeit, ebenso wie die des Generalprokurators Mauro Tinti, schon im Vorfeld von der Religiosenkongregation um zwei Jahre verlängert worden war.
Generalabt Wackarž eröffnete das Kapitel mit einem umfassenden Bericht über seine sechsjährige Amtszeit. Abtpräses Augustin Stöckli von Mehrerau berichtete über die schweizerisch-deutsche Kongregation. Die schwierige Frage der juristischen Stellung der Frauenklöster wurde auf das nächste Generalkapitel vertagt. Die überarbeiteten Statuten der österreichisch-ungarischen Zisterzienserprovinz (Prager Statuten von 1859) erhielten ihre Approbation; außerdem wurde über die Art und Weise der 1898 zu veranstaltenden Säkularfeier der Gründung von Cîteaux Beschluss gefasst und die Drucklegung eines Generalschematismus des ganzen Ordens beschlossen.
Die von einzelnen Zisterziensern der strengeren Observanz („Trappisten“) aufgebrachte Frage der Wiedervereinigung beider Orden wurde besprochen, aber als undurchführbar und unerwünscht abgelehnt.
Auf Vorschlag des Generalprokurators Tinti wurde die Ausarbeitung einer Wahlordnung für die Wahl des Generalabtes und der Oberen durch eine Kommission beschlossen.

### 1900 im römischen KlosterSanta Croce
Das Kapitel tagte vom 1. bis 6. Oktober. Über den römischen Tagungsort wurde lang verhandelt, schließlich bestand die Religiosenkongregation auf Rom und eine mit dem Abschluss des Kapitels einsetzende Residenzpflicht des Generalabtes in Rom. Es war das erste zisterziensische Generalkapitel in Rom. Zum ersten Mal seit der Französischen Revolution konnte ernsthaft über einige Ordenskonstitutionen verhandelt werden. Die 1892 beschlossene Abspaltung der Trappisten vom Zisterzienserorden hatte sich in einem trappistischen Generalkapitel des Jahres 1898 verfestigt, so dass eine Wiedervereinigung nicht in Aussicht stand.
Das Generalkapitel hatte drei Schwerpunkte: 1. die Wahl eines Generalabtes, Generalprokuratoren und der vier Assistenten des Generalabtes, 2. die Beratung über und Erstellung von neuen Ordenskonstitutionen und 3. die Residenzpflicht des Generalabtes in Rom.
Die ersten vier Sitzungen, unter dem Vorsitz des Kardinalprotektors Antonio Agliardi, dienten der Wahl des Generalabtes. Der Abt des belgischen Klosters Bornhem, Amadeus de Bie wurde in der dritten Sitzung mit 27 von 29 Stimmen gewählt. Seine Amtszeit wurde rückwirkend, in der vierten Sitzung, auf Lebenszeit festgelegt.
Die Rechte und Pflichten des Generalabtes wurden folgendermaßen festgehalten: 1. Er ist oberster Leiter des Ordens und hat über die Observanz der Klöster zu wachen, ebenso für Klöster zu sorgen, die in Schwierigkeiten geraten sind; 2. Es steht im nicht zu, Gesetze zu erlassen oder über Güter oder Personen der Kommunitäten zu verfügen; 3. Er darf nicht in die Konstitutionen der Kongregationen eingreifen; 4. Aufgaben, die in die Zuständigkeit des Generalkapitels fallen, sollen von ihm erledigt werden; 5. Bei wichtigen Entscheidungen hat er den Rat seiner Assistenten einzuholen; 6. Er bestätigt Abt- und Priorenwahlen; 7. Er approbiert die liturgischen Bücher des Ordens; 8. Er kann die kirchliche Druckerlaubnis für Publikationen, die von Mitgliedern des Ordens verfasst wurden, erteilen.
Ein Konstitutionstext wurde 1901 eingereicht und 1902 ad experimentum approbiert, jedoch dauerte es noch lange, nämlich bis 1981, bis der Orden von Cîteaux ordentliche Konstitutionen bekam.

### 1925 Rom
Das Kapitel tagte vom 1. bis zum 5. Oktober. Der Osservatore Romano berichtete zwar von 50 Kapitelvätern, es waren aber nur 30 Stimmberechtigte, die sich in diesem Heiligen Jahr im Generalatshaus der Prämonstratenser versammelten. Die Abteien Bronnbach und Himmerod, zwei kürzlich wieder belebte Abteien, konnten zum ersten Mal seit der Wiedereinführung des Generalkapitels ihre Äbte entsenden.
Der Beratungsstoff war in drei Gruppen eingeteilt: Relationes (Berichte), Expositiones (Referate) und Postulata (Anträge). Die ersten drei Tage (1.–3. Oktober) waren dafür reserviert, der 4. Oktober blieb für Einzelberatungen frei, der 5. Oktober war für den Schlusssitzung reserviert. Nach dem Ende der letzten Sitzung gegen 11 Uhr wurden die Kapitelväter in Privataudienz bei Papst Pius XI. empfangen. Danach empfing noch der Staatssekretär des Papstes, Kardinal Pietro Gasparri den Generalabt und die Assistenten zu einer Audienz.
Die Versammlung hatte über die Kapitelmaterie hinaus Folgen, und zwar wegen der 1925 stattfindenden, groß angelegten Vatikanischen Missionsausstellung, welche im Anschluss an das Kapitel von vielen Teilnehmern besichtigt wurde. Mindestens zwei Kapitelväter, die Österreichischer Alois Wiesinger (Abt von Schlierbach) und Justin Wöhrer (1872–1943; Prior von Wilhering), ließen sich für Neugründungen in Missionsländern begeistern. Gründungen in Brasilien und Bolivien folgten.
Kardinal van Rossum, der Kardinal-Protektor der Zisterzienser, dessen Titelkirche seit 1915 die dem Orden zugehörige Abteikirche Santa Croce in Gerusalemme war, konnte aus Gesundheitsgründen beim Generalkapitel nicht erscheinen. Berichterstatter waren darüber verwundert, dass während des gesamten Ablaufes kein Kurienvertreter sich mit der Versammlung beschäftigte.

### 1927Mehrerau
Das unregelmäßige Generalkapitel wurde einberufen, weil die dringende Frage des Erwerbs eines Generalatshauses für den Orden anstand. Seit der Enteignung der Abtei Cîteaux im Zuge der Französischen Revolution hatte es keinen repräsentativen Sitz für den Generalabt gegeben. Generalabt Kassian Haid ordnete an, dass deutschsprachige Teilnehmer am Generalkapitel acht Tage früher anreisen sollten, um in der Abtei Mehrerau geistliche Exerzitien mit dem Rektor des Canisianums zu machen. Offenbar standen schwerwiegende Entscheidungen bevor.
Die Kapitelväter beschlossen, die Villa Stolberg auf dem Gianicolo für den Orden zu erwerben. Nach diesem Beschluss fiel die nächste gravierende Entscheidung an. Die Religiosenkongregation des Vatikans hatte eine Änderung in den Statuten des Zisterzienserordens verlangt: der Vatikan bestand auf der Residenzpflicht des Generalabtes in Rom. Allerdings hatte Haid im Jahr 1920 das Amt des Generals unter der Bedingung angenommen, in der österreichischen Abtei Mehrerau (Bregenz) bleiben zu dürfen.
Nun wurde verständlich, warum achttägige Exerzitien dem Generalkapitel vorausgegangen waren, denn die gesamte Lage der Ordensleitung hatte sich schlagartig verändert. Die Väter schritten zur Wahl. Als neuer Generalabt wurde Franziskus Janssens gewählt.

### 1930Mehrerau
Das Kapitel fand mit 38 Kapitelvätern vom 6. bis zum 8. August statt.
In der ersten Sitzung wurden die Eingliederung der Kongregation von Casamari, die Finanzierung der Curia Generalis, Visitationsberichte aus diversen Kongregationen und Berichte über die Neugründungen in Spring Bank, Wisconsin und Apolo, Bolivia besprochen.
Die zweite Sitzung befasste sich mit der Frage der Priores regentes in der Casamari-Kongregation und bestellte Matthäus Quatember, Karl Kreh und Placidus Hülster, um sich damit zu beschäftigen.
Die dritte Sitzung eröffnete den zweiten Kapiteltag (7. August 1930). Darin berichtete Generalabt Janssens über Visitationen in der Congregatio Sancti Bernardi in Italia und der Herz-Jesu (Österreichisch-Ungarischen) Kongregation. Der Generalabt betonte, wie wichtig es ist, dass die Ordensjugend ihre Theologiestudien in einem Zisterzienserkloster absolvieren, in diesem Fall lobt er das Institutum Theologicum in Heiligenkreuz. Auch die Notwendigkeit qualifizierter Novizenmeister wurde betont; hier lobte er die Abtei Himmerod. Der Abt von Marienstatt berichtete über die Formation von Kandidaten für das Konverseninstitut. Der Abt des Klosters Zirc berichtete über die fünf Gymnasien der Kongregation, die von insgesamt 2.475 Schülern besucht werden. Zircer Patres betreuen darüber hinaus 45 Pfarreien. Generalabt Janssens berichtete über die Verschuldung des Generalatshauses des Ordens.
Die vierte Sitzung war zunächst weiterhin mit der Schuldenfrage des Hauses in Rom beschäftigt. Darauf folgte die Besprechung einer neuen Edition des Rituale Cisterciense. Janssens bemängelte die uneinheitliche Beobachtung der Bräuche in den diversen Klöstern des Ordens. Um Einheit zu schaffen, sollte ein neues Rituale veröffentlicht werden. P. Gallus Weiher von Mehrerau soll sich zusammen mit Patres von Kloster Sittich dieser Edition widmen. Darauf folgte eine Besprechung von liturgischen Angelegenheiten, vor allem in Bezug auf das Calendarium Cisterciense.
Der dritte Tag des Generalkapitels (8. August 1930) begann mit der fünften Sitzung. Sie war der Wahl des Generalprokurators und der Assistenten des Generals gewidmet. Als Assistenten (in der Geschichte des Ordens werden sie auch Definitoren genannt) wurden gewählt: Abt André Drilhon von Lérins, Abt Theobald Scharnagl von Osek, Abt Adolph Werner von Zirc und Abt Angelo Savastano von Casamari. Als Generalprokurator wurde Abt Raymund Bazzichi, der seit 1920 in diesem Amt diente, wieder gewählt. P. Matthäus Quatember wurde zum Notar des Ordens ernannt.
Die sechste und letzte Sitzung war der Frage der kanonischen Errichtung von Neugründungen gewidmet. In diesem Zusammenhang referierte der Abt von Osek über das neue Nonnenkloster in Allerselv (Dänemark) und der Abt von Sittich über eine geplante Neugründung in Russland. Ebenso wurden die nordamerikanischen Gründungen in Spring Bank, am Fluss Mississippi und in der Stadt Montreal erwähnt. Der Abt von Marienstatt berichtete über das Konverseninstitut und die Geschichte der Laienbrüder im Orden. Ein Kloster diözesanen Rechtes in Vietnam hatte sich zwar um Aufnahme in den Orden erkundigt, dennoch war zu diesem Zeitpunkt den Kapitelvätern zu wenig darüber bekannt. Erst nachdem ein Abt dorthin gereist ist und dem Kapitel Bericht erstattet hat, so lautete die Meinung der Kapitularen, wäre die Aufnahme möglich.
Das Generalkapitel endete um 19 Uhr; nach der Komplet versammelten sich die Kapitelväter in der Abteikirche, sangen das Te Deum und empfingen den Eucharistischen Segen.

### 1933 Rom
Dieses Kapitel wurde anlässlich des Heiligen Jahres einberufen und im Generalatshaus in der Villa Stolberg auf dem Gianicolo (Via Giacomo Medici 3) vom 11. bis 15. Oktober abgehalten. In der ersten Sitzung wurde Kardinal Luigi Sincero dem Orden als Protektor gegeben, da Kardinal van Rossum am 30. August 1932 verstorben war. Sincero war während der ersten Sitzung des Generalkapitels anwesend. Generalabt Franziskus Janssens nützte die erste Sitzung als Gelegenheit, über Nachrichten im Orden zu berichten. Die Frage der Priores regentes aus der Congregatio Sancti Bernardi in Italia und deren Teilnahme als Wahlberechtigte am Generalkapitel beherrschte den weiteren Verlauf dieser Sitzung.
In der zweiten Sitzung wurde die Aufnahme des vietnamesischen Priorates Phuoc-Son genehmigt. Abt Andreas Drilhon von Lérins hatte, als Zuständiger für die Ausbreitung des Ordens in Kanada und Vietnam, sehr positiv über die Zisterzienser in Vietnam berichtet. Abt Angelus Savastano von Casamari schlug vor, ein Seligsprechungsverfahren für die Märtyrer aus seinem Kloster, die im Jahr 1799 von napoleonischen Truppen getötet wurden. Abt Alois Wiesinger, Pater immediatus des Klosters Spring Bank im Bistum Milwaukee, berichtete über die finanziellen und personellen Nöte des Klosters und erhielt von Kapitelvätern versprochene Hilfeleistungen. Über Nonnenklöster in Spanien, das 1927 wiedergegründete Kloster Hardehausen in Westfalen, Neugründungen in Bolivien, Kollekten für die Ausbreitung des Ordens in Missionsländern und die Errichtung eines Klosters in Untermais (Südtirol).
Die dritte Sitzung war eine redaktionelle Besprechung der Konstitutionen für den Zisterzienserorden, die bei der Religiosenkongregation eingereicht werden mussten. Artikel 1-18 wurden besprochen.
Die vierte Sitzung begann nach einem Requiem für Kardinal van Rossum; Abtpräses Gregor Pöck hatte den Vorstand. Unter den Berichten ragte der des Delegierten der Casamari Kongregation hervor, da sie erst 1929 errichtet wurde. Früher stand sie der trappistischen Observanz nahe. Die Kongregation könne von einer erfolgreichen Missionstätigkeit in Äthiopien berichten. Die Amtsdauer eines Abtes wurde auf Lebenszeit festgelegt. Der Name des Ordens wurde der Einheit halber auf Sacer Ordo Cisterciensis (mit Kürzel S.O.Cist.) festgelegt, statt Ordo Cisterciensis (O.Cist.).
Am 13. und 15. Oktober tagte die Kommission zur Erarbeitung der Konstitutionen (Artikel 14–103 wurden behandelt) und die Liturgiekommission.
Die fünfte Sitzung fand am Morgen des 14. Oktober statt und war den Arbeiten der Kommissionen über die Konstitution und der Liturgie gewidmet. Um 10 Uhr besuchte Kardinal Lépicier, der Präfekt der Religiosenkongregation, das Kapitel und hielt eine Ansprache vor den Vätern. Um 13 Uhr wurden die Kapitelväter von Papst Pius XI. in Audienz empfangen. Dabei überreichte Generalabt Janssens dem Papst den Peterspfennig.
Die sechste Sitzung fand am 14. Oktober, nach der päpstlichen Audienz, um 16 Uhr statt. Abt Eberhard Hoffmann von Marienstatt lag ein Statut für ein Konverseninstitut zur Diskussion vor. Die Fragen zur Profess der Konversenbrüder, deren klösterliche Ausbildung und deren Gebetspensum blieben offen.
Mit der siebenten Sitzung schloss das Generalkapitel am 15. Oktober um 17.30 Uhr.

### 1950Casamari
Die Gemeinschaft, die sich um den ehemaligen Trappist Alexis Presse gebildet hat, darf in den Zisterzienserorden aufgenommen werden. In der Abtei Boquen wurde eine ursprüngliche Form des Zisterzienserritus für die Feier der Messe rekonstruiert.

### 1953 Rom, in der Curia Generalis
Das Generalkapitel wurde außerordentlich, als Teil des Gedächtnisses des 800. Todestags Bernhards von Clairvaux für den 7.–11. Mai 1953 ins Generalatshaus auf dem Aventin in Rom einberufen. Generalprokurator Sighard Kleiner stand dem Generalkapitel stellvertretend vor, da Generalabt Matthäus Quatember am 10. Februar gestorben war. Dem Heilig-Geist Amt zu Beginn des Kapitels stand Abtpräses Karl Braunstorfer vor. Der Schatten kommunistischer Diktaturen äußerte sich deutlich bei der Aufzählung der Abwesenden Kapitelväter: von 11 Abwesenden waren 7 aus politischen Gründen verhindert, von diesen sieben waren zwei in Haft: Abt Wendelin Endredy von Zirc (1898–1981) und der Prior von Phuoc-Son in Vietnam.
Die erste Sitzung des Kapitels setzte fort mit Braunstorfers Bericht über die Bernhards-Feierlichkeiten; er hob besonders die Edition der Werke des hl. Bernhard hervor, die Generalabt Quatember dem bekannten Benediktinerpater Jean Leclercq  (1911–1993) anvertraut hatte. Kleiner setzte fort mit einem Hinweis auf Bernhards symbolische Gegenwart während des Generalkapitels, an dem er zu seinen Lebzeiten oft teilgenommen hatte.
In der zweiten Sitzung wurden Telegramme an Papst Pius XII., den Kardinalprotektor des Ordens Pietro Fumasoni Biondi und den Präfekten der Religiosenkongregation Valerio Kardinal Valeri verfasst und verschickt. Die Kapitelväter fuhren mit Bernhardsstudien fort, z. B. die Verfassung einer Bernhardspräfation für die Heilige Messe und die Fortsetzung der Mehrerauer Bernhardsausgabe. Abt Alois Wiesinger von Schlierbach präsentierte eine Buchpublikation zu Ehren des Ordensvaters, der Prior von Spring Bank (USA) präsentierte eine englische Geschichte des Zisterzienserordens; von den österreichischen Abteien war ein ähnliches Buch in Vorbereitung; die Analecta Cisterciensia hatten eine Sondernummer vorbereitet. Sighard Kleiner gab die Regelung der Ablässe bekannt, die mit dem Besuch der Bernardi-Feierlichkeiten verbunden waren. Eine Enzyklika zu Ehren des Heiligen wurde vom Papst erbeten, die bald darauf unter dem Titel Doctor mellifluus erschien. Die Sitzung setzte fort mit der Besprechung von Familiaren im Zisterzienserorden: Ob sie Gelübde ablegen dürfen, ob diese öffentlich oder privat seien, ob sie Habit tragen dürfen, ob sie an eine Brevierpflicht gebunden seien.
In der dritten Sitzung fand die Wahl des Generalabtes statt. 44 wahlberechtigte Kapitelväter waren anwesend: Aus dem ersten Wahlgang ging Sighard Kleiner als gewählter Generalabt hervor. Später am Tag wurde weiter über die Bernhardspräfation und die Familiaren verhandelt. Fragen über einzelne Klöster des Ordens wurden besprochen, wie auch zwei geplante Neugründungen, eine in Pakistan und eine Wiederbelebung des ehemaligen Zisterzienserklosters Villers-la-Ville in Belgien.
Die vierte Sitzung beschäftigte sich zum großen Teil mit der bedrängten Lage der Klöster in Vietnam. Seit 1949 erlitten sie Verfolgung, viele von den Mönchen waren vertrieben worden. Im Jahr 1951 wurde das Kloster Phuoc-ly in Mittelvietnam gegründet, um den Mönchen Zuflucht zu bieten. Die vietnamesischen Mitbrüder baten das Generalkapitel nun um dreierlei: 1. Ein weiteres Haus im Bistum Saigon oder Haiphong errichten zu dürfen, um den Mönchen mehr Sicherheit bieten zu können. 2. Materielle Hilfe in Form von liturgischen Büchern und Gewändern. 3. Unterstützung bei der Errichtung einer Druckerei.
In der fünften Sitzung, am 9. Mai 1953, wurde Gregorio Battista zum Generalprokurator des Ordens gewählt. Später am Tag wurden Fragen der Nonnenklausur besprochen, da die vor kurzem erschienene Konstitution Sponsa Christi die „große“ von der „kleinen“ Klausur unterschied. Um 15.30 Uhr besuchte Kardinal Fumasoni Bondi die Kapitelväter im Generalat.
Die sechste Sitzung begann um 9. Mai 16.30 Uhr, nach der Abreise des Kardinalprotektors. Die Sitzung beschäftigte sich mit liturgischen Fragen, der finanziellen Unterstützung vietnamesischer Zisterzienser und der redaktionellen Überarbeitung eines Statuts für die Nonnen.
Am 10. Mai, einem Sonntag, weihte Erzbischof Luigi Traglia den Hochaltar in der neu errichteten Kapelle des Generalatshauses; er blieb zum Mittagessen. Um 16.30 Uhr wurde die siebente Kapitelsitzung eröffnet. Die Kapitelväter besprachen die Einrichtung einer Studienbibliothek im Generalatshaus, den Obolus für den Heiligen Stuhl, und die Bestellung von Assistenten als Mitarbeiter im Generalat. Es wurde erlaubt, dass Konversenbrüder die Profess auf das Generalatshaus ablegen durften, nicht aber Mönche. Das Frauenkloster Oberschönenfeld bekam die Erlaubnis, ein Kloster in Brasilien zu errichten.
Mit der achten Sitzung, am 11. Mai, die hauptsächlich Allfälligem gewidmet war, endete das Generalkapitel um 13.40 Uhr.

### 1963Stams
Die beiden in den USA gegründeten Klöster, Spring Bank und Dallas, werden zu Abteien erhoben.

### 1968/1969 Rom (1968) /Marienstatt(1969)
Dieses eine Generalkapitel wurde auf zwei Sitzungen verteilt, um dem großen Umfang der zu behandelnden Materie nach dem Zweiten Vatikanischen Konzil gerecht zu werden.

### 2000 Rom
Äbtissinnen erhalten das Stimmrecht.

### 2005 Rom (Rocca di Papa)
Das Generalkapitel 2005 hat, da der Generalabt mehrmals auf die Option für die jungen Ordensmitglieder hingewiesen hat, neue Mitglieder für den Rat des Generalabtes gewählt, die ihm in seiner Amtsführung helfen. Der Rat des Generalabtes hat einen Brief an die Präsides der Kongregationen geschrieben zur Vorbereitung der XVI. Ordenssynode und einen weiteren Brief an alle Vorgesetzten des Ordens, der als eine postsynodale Aufforderung und eine Vorbereitung für das kommende Generalkapitel zu verstehen war, denn der Rat des Generalabtes ist zugleich die Vorbereitungskomitee des Generalkapitels.

### 2010 Rom (Rocca di Papa)
Das Kapitel dauerte vom 30. August bis 11. September und tagte, wie im Jahr 1995, im Haus Mondo Migliore. Mauro-Giuseppe Lepori, vormals regierender Abt von Hauterive, wurde zum Nachfolger von Generalabt Maurus Esteva Alsina gewählt.

### 2015 Rom (Rocca di Papa)
Das Kapitel tagte vom 6. bis 18. Oktober 2015 in Rom. U.a. wurde Lluc Torcal, Prior der Abtei Poblet, zum Generalprokurator gewählt.

### 2022 Rom (Ariccia)
Das Kapitel tagte vom 9. bis 21. Oktober 2022 in Ariccia über dem Albaner See unweit von Rom entfernt. Ursprünglich hätte das Generalkapitel bereits im Oktober 2020 und dann im Oktober 2021 stattfinden sollen, aber die Corona-Pandemie machte eine zweimalige Verlegung nötig. Generalabt Mauro-Giuseppe Lepori wurde für zehn weitere Jahre wiedergewählt, Generalprokuratur Lluc Torcal für fünf weitere Jahre.